# Philipp Wendler
Philipp Wendler (* 2. Juni 1991 in Feldbach) ist ein österreichischer Fußballspieler auf der Position eines Stürmers.

## Karriere

### Jugend
Wendler begann seine aktive Karriere als Fußballspieler Ende April 1998, als er bei seinem Heimatverein, der Sportunion Gossendorf, in der kleinen südoststeirischen Gemeinde Gossendorf, in die Jugend aufgenommen wurde. Nachdem er bereits einige Jugendmannschaften durchlief, kam er Anfang des Jahres 2001 in den Nachbarort Pertlstein zum dort vertretenen Kooperationsverein, der SG Union Pertlstein. Dort spielte er bis zum Juni 2001 und kam dann erneut zu seinem Heimatverein zurück. Anfang August 2001 wurde der damals Zehnjährige ein weiteres Mal an den Kooperationsverein abgegeben und kam schließlich Mitte Juli 2002 wieder zu diesem zurück und verbrachte danach weitere drei Jahre im Gossendorfer Nachwuchs. Im August 2005 wurde Wendler in die Jugendabteilung der Kapfenberger SV geholt und zugleich im Kapfenberger Nachwuchsmodell aufgenommen.
Bei den Obersteirern kam er in seiner ersten Jugendspielzeit in zwanzig Meisterschaftsspielen sieben Mal zum Torerfolg. Ähnlich erfolgreich ging es in seiner zweiten Saison in Kapfenberg weiter, wo er in 16 Partien gleich acht Tore erzielte und noch in der gleichen Spielzeit in den Kader der dritten Mannschaft mit Spielbetrieb in der siebentklassigen Gebietsliga Mürz aufgenommen wurde. Nachdem er bereits einige Spiele in der Gebietsliga absolviert hatte, kam er in der Saison 2007/08 noch zu zwei Jugendeinsätzen und konzentrierte sich danach ausschließlich auf die Gebietsliga Mürz.

### Zeit beim ASC Rapid Kapfenberg
Gleich in seiner ersten Spielzeit in siebentklassigen Gebietsliga Mürz brachte Wendler herausragende Leistungen. Obwohl er nur am Ende der Saison zu fünf Einsätzen kam, erzielte er dabei sechs Treffer und belegte damit hinter Sascha Harb (9 Tore) den zweiten Platz in der mannschaftsinternen Torschützenliste. Sein Teamdebüt gab der junge Stürmer am 17. Mai 2007 beim 3:0-Auswärtssieg über den SV Breitenau, als er von Beginn an auf dem Rasen stand. Nur eine Runde später kam er am 20. Mai 2007 bei der 1:2-Heimniederlage gegen die zweite Mannschaft des SC Bruck/Mur erstmals zum Torerfolg, als er das einzige Tor seines Teams in dieser Partie erzielte. Nachdem er in der darauffolgenden Runde gegen den ASK Phönix Hönigsberg gleich im Doppelpack traf, kam der gelernte Angriffsspieler in der letzten Runde der Saison beim 3:1-Auswärtserfolg über den SC Gusswerk zu seinem ersten Hattrick im Erwachsenenfußball.
Seine gute Form setzte sich in der Spielzeit 2007/08 fort. So kam er bereits bei seinen ersten sieben Meisterschaftseinsätzen fünf Mal zum Torerfolg und war dabei anfangs neben Lukas Stadler oder Manfred Gollner einer der besten Torschützen des ASC Rapid Kapfenberg. So erzielte er zu Beginn der Saison beim 3:0-Heimerfolg über den ATuS Langenwang einen Doppelpack und war in Runde 13 beim 6:0-Auswärtssieg über die zweite Mannschaft des SC Mürzhofen/Allerheiligen ein weiteres Mal im Doppel erfolgreich. Am 10. Mai 2008 gab er beim 2:0-Auswärtserfolg gegen den ASK Phönix Hönigsberg sein vorerst letztes Spiel in Grün-Weiß und fiel danach für mehrere Monate verletzt aus. Bei einer Bilanz von 16 Meisterschaftseinsätzen und sieben Toren wurde Wendler am Ende der Saison mit seinem Team Meister der Gebietsliga Mürz, wobei die Mannschaft am Ende elf Punkte Vorsprung auf den SV Hinterberg und den SV Breitenau hatte.
Fast exakt fünf Monate nach seinem letzten Meisterschaftsspiel für den ASC Rapid Kapfenberg gab Wendler am 11. Oktober 2008 bei einem 3:3-Heimremis über den SV Oberwölz sein Comeback für die dritte Kampfmannschaft der Kapfenberger SV, als er über die volle Matchdauer durchspielte. In zwei weiteren Spielen war der gebürtige Südoststeirer danach noch dabei, wobei er allerdings nur in einem zum Einsatz kam und dabei frühzeitig ausgewechselt wurde. Beim zweiten Spiel saß er nur auf der Ersatzbank der Kapfenberger.

### Vom Farmteam in die Landesliga

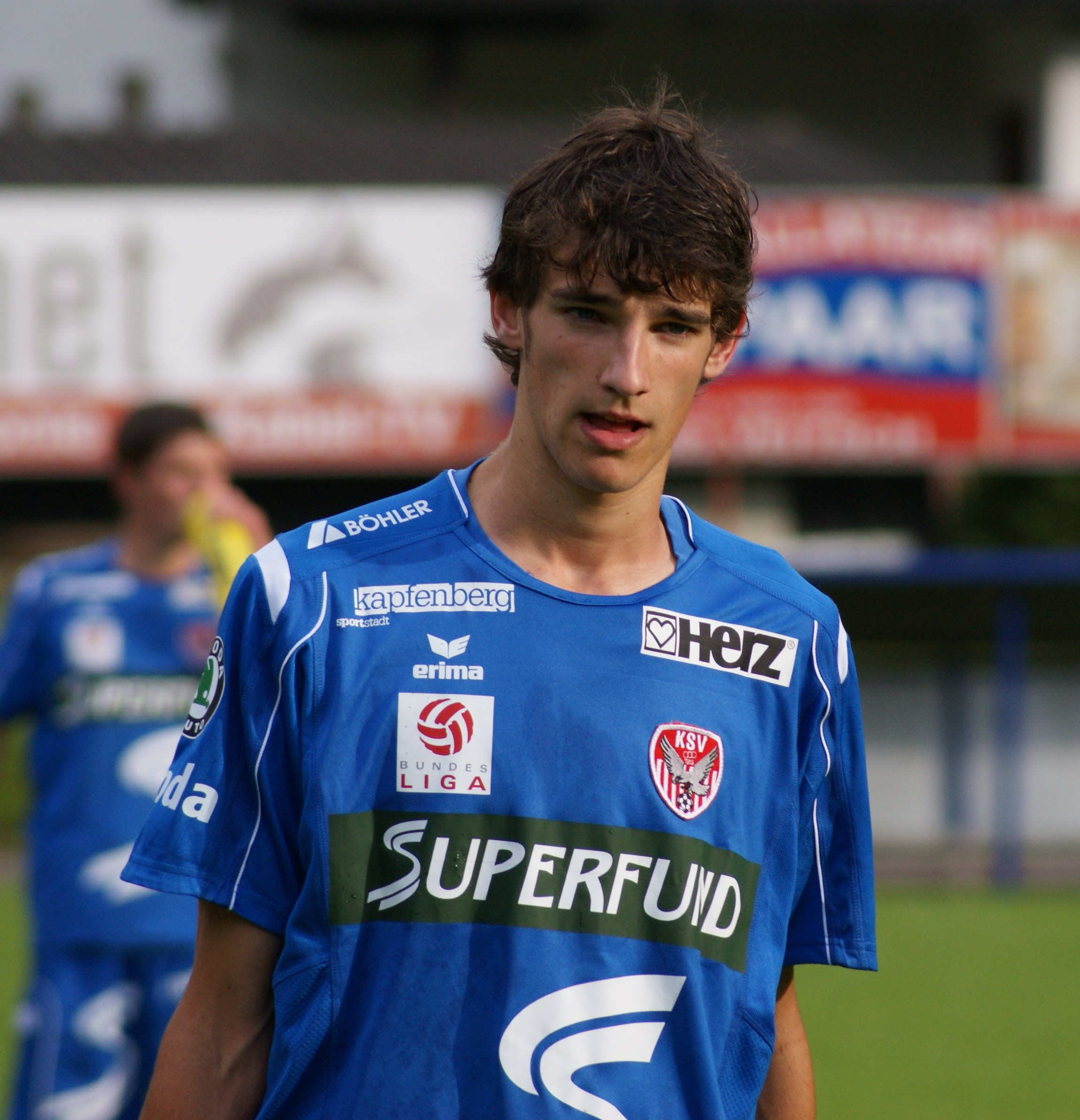
Philipp Wendler nach einem Testspiel im Juni 2009

Auf seinen nächsten Meisterschaftseinsatz musste Wendler beinahe wieder fünf Monate lang warten, bis er schließlich am 15. März 2009 bei der 0:4-Auswärtsniederlage gegen den späteren Meister SVL Flavia Solva zusammen mit seinem Teamkollegen Lukas Stadler sein Debüt in der viertklassigen steirischen Landesliga gab. Im Gegensatz zu Stadler, der von Beginn an auf dem Rasen stand, kam Wendler nur als Ersatzspieler zum Einsatz. Zu Beginn seiner Landesligazeit kam der 1,92 m große Stürmer vorwiegend als Ersatzspieler zum Einsatz und brachte es so anfangs nur einer Reihe von Kurzeinsätzen. Am 1. Mai 2009 stand Wendler schließlich bei der 3:5-Heimniederlage gegen den UFC Fehring zum ersten Mal in seiner noch kurzen Landesligalaufbahn über die volle Spieldauer auf dem Spielfeld. Rund zwei Wochen später erzielte Wendler am 16. Mai 2009 beim 6:0-Heimerfolg über den Deutschlandsberger SC sein erstes Tor in der Viertklassigkeit. Dabei erzielte er per Elfmeter in der 89. Spielminute den Endstandstreffer. Mit 16 Ligaeinsätzen und einem Tor beendete Wendler mit seiner Mannschaft die Saison auf dem zwölften Platz, wobei das Team einen möglichen Abstieg in die Fünftklassigkeit noch abwenden konnte.
Nachdem Wendler bereits in der Saisonvorbereitung vor der Spielzeit 2009/10 mit dem Profiteam seines Stammvereins im Einsatz war, wurde er zu Saisonbeginn in den Bundesligakader geholt, wobei er jedoch weiterhin ausschließlich in der Landesliga zum Einsatz kam, aber dennoch immer mit den Profis mittrainierte. Mit der Saison 2009/10 avancierte der junge Angriffsspieler zu einem Stammspieler in der Landesligamannschaft und kam bis dato (9. Mai 2010) auf 21 Meisterschaftseinsätze, in denen er jedoch ohne Torerfolg blieb. Von den 21 Spielen war er in 19 über die volle Spielerdauer auf dem Feld. Obwohl er am selben Tag bereits ein Spiel in der Landesliga absolviert hatte und dort über 60 Minuten zum Einsatz kam, wurde Wendler von KSV-Trainer Werner Gregoritsch für die Bundesligabegegnung zwischen der Kapfenberger SV und dem SC Magna Wr. Neustadt in den Profikader geholt. Beim Auswärtsmatch in Wr. Neustadt kam der 18-Jährige schließlich in der 87. Spielminute für Deni Alar auf den Rasen und gab so sein Debüt in der höchsten Spielklasse Österreichs.

### Wechsel ins Berufsleben
Im Sommer 2016 wechselte er zum Landesligisten TuS Bad Gleichenberg, um ins Berufsleben einsteigen zu können. Mit Bad Gleichenberg stieg er 2017 in die Regionalliga auf. Im Jänner 2019 wechselte er zum Ligakonkurrenten Grazer AK. Mit dem GAK stieg er zu Saisonende in die 2. Liga auf.
Zur Saison 2020/21 wechselte er zum Ligakonkurrenten SV Lafnitz. In zwei Jahren in Lafnitz kam er zu insgesamt 53 Zweitligaeinsätzen, in denen er zehn Tore erzielte.
Zur Saison 2022/23 kehrte er wieder zum Regionalligisten Bad Gleichenberg zurück. Dort war er in dieser Spielzeit mit 20 Toren bei 29 Einsätzen erfolgreichster Torschütze seiner Mannschaft und belegte damit in der ligaweiten Torschützenliste den vierten Platz hinter Marco Siverio (23 Tore), Lukas Ried und Thomas Hirschhofer (jeweils 22 Tore). Mit den Südoststeirern belegte er den fünften Platz im Endklassement.

## Erfolge
- 1× Meister der Gebietsliga Mürz: 2007/08